# Наумовська (Онезький район)
Наумовська (рос. Наумовская) — присілок в Онезькому районі Архангельської області Російської Федерації.
Населення становить 12 осіб. Входить до складу муніципального утворення Порозьке поселення.

## Історія
Від 2004 року входить до складу муніципального утворення Порозьке поселення.

## Населення
| 2002 | 2009 | 2010 | 2012 |
| ---- | ---- | ---- | ---- |
| 10   | ↗12  | ↘10  | ↗12  |